# 森田元直
森田 元直（もりた もとなお、天正2年（1574年） - 承応3年1月24日（1654年3月12日））は、江戸時代の仙台藩伊達氏の家臣。初め郷六孫九郎と称する。森田氏始祖。

## 略歴
森田氏は国分氏の支族で、かつては郷六城主であった。天正年間、元直の先代にあたる外記之助重元の代に宗家が滅んだため、元直は伊達政宗に仕えた。
政宗の家臣であった服部勘兵衛という者が京師に出奔し、小早川秀秋に仕えた。ある日勘兵衛は秀秋の行列に加わって参内し、その途次に政宗と相見えた。政宗は当時微官であったため、土下座で迎えた。後にその名代が勘兵衛であったことを知り政宗は憤慨し、報復を謀った。元直は自ら勘兵衛を討つこと申し出て、政宗はこれを許可した。その後元直は勘兵衛の動向を探り、文禄4年（1595年）6月24日、大阪伝馬橋において勘兵衛を討ち取った。
元直は勘兵衛の首級を僚友の多田馬之允に託して政宗に献上した。政宗は相模国藤沢の遊行上人に元直を託し、遊行寺に身を隠した。一方、秀秋側では朝廷に奏上して公に下手人を捜そうとしたが、政宗は「余が臣下には郷六なるものは居ない」と断り、事はうやむやになってしまった。
遊行寺にて3年を過ごした後、政宗は密かに元直を召し出し、刀や黄金を与えて勘兵衛を討ち取った功を賞した。また、姓を森田に改めさせ、杢右衛門元猶と名乗らせた。知行地愛子村において30貫文を賜った。
承応3年（1654年）1月24日、81歳で死去。菩提寺は青葉区上愛子芋郷の南森山同慶寺。